# Hứa Quảng Bình
Hứa Quảng Bình (tiếng Trung: 許廣平, 1898 - 1968), bút danh Cảnh Tống (景宋), Hứa Hà (許霞), nhân xưng Hứa Cảnh Tống (許景宋), là một nữ văn sĩ Trung Hoa.

## Tiểu sử
Vào khoảng năm 1923, Lỗ Tấn được mời làm giảng viên Trường Cao đẳng nữ sư phạm. Là một nhà văn nổi tiếng, lại có kiến thức uyên bác kết hợp với lối kể chuyện dí dỏm, đầy chất trào lộng, Lỗ Tấn trở thành một ông thầy được hâm mộ nhất trong số các cán bộ giảng dạy của trường. Đặc biệt, với những người có ý chí cầu tiến, ông là một "thần tượng". Sinh viên thường tập hợp nhau lại, viết giấy nêu đề nghị thầy Lỗ Tấn giải đáp thêm cho họ một số vấn đề liên quan đến tình hình thời sự trong nước, cũng như một số vụ việc xoay quanh chuyện trường sở mà họ thắc mắc.
Hứa Quảng Bình là người Quảng Đông. Trước khi trở thành sinh viên Trường Nữ Cao đẳng Sư phạm, cô đã tốt nghiệp Trường Sư phạm sơ cấp, đã có quá trình đi dạy. Bởi vậy, không giống các nữ sinh khác, cô có một cách "tiếp cận" riêng. Mặc dù hàng tuần thầy trò cô vẫn có những buổi gặp nhau trên lớp, song Hứa Quảng Bình lại chọn hình thức thư từ để biểu lộ những vấn đề thuộc về tri thức và... tình cảm của mình. Suốt từ 1925 đến 1929, cô viết cho Lỗ Tấn hàng trăm bức thư. Những lá thư trao đi đổi lại giữa hai người sau được tập hợp thành Lưỡng địa thư xuất bản năm 1933.
Có thể nói, qua những bức thư của cô nữ sinh Trường Cao đẳng nữ sư phạm, văn hào Lỗ Tấn đã thực sự gặp được một tiếng nói "tri âm". Mặc dù thân phận "nữ nhi", song Hứa Quảng Bình đã có khuynh hướng muốn bứt lên khỏi sự "thường tình". Mối quan tâm của cô đa phần là những vấn đề liên quan đến thời cuộc, đến vận mệnh dân tộc. Trong một lá thư viết năm 1926, ta có thể đọc được những đoạn: "Hy vọng trong một tình cảnh sáng sủa hơn, chúng ta sẽ cật lực làm việc trong hai năm, một là để giữ tư cách làm người, hai là để tự mình có thể duy trì cuộc sống, không đến nỗi bụng đói mà giảm nhuệ khí chiến đấu".
Năm 1926, sau vụ thảm sát ngày 18/3, Lỗ Tấn rời Bắc Kinh xuống dạy học ở Hạ Môn (Phúc Kiến). Hứa Quảng Bình thì về Quảng Đông làm giáo vụ ở Trường nữ Sư phạm Quảng Châu. Ít lâu sau Lỗ Tấn rời Hạ Môn đến Quảng Châu dạy ở Trường Đại học Trung Sơn. Hứa Quảng Bình được gọi về làm trợ lý cho ông. Tại đây, họ thuê nhà riêng, ở cùng với một người bạn nữa là Hứa Thọ Thường.
Đến tháng 10/1927, Lỗ Tấn cùng Hứa Quảng Bình rời Quảng Châu lên Thượng Hải và hai người tổ chức lễ cưới ở đó. Đây có thể được xem là một trong những đám cưới độc nhất vô nhị thời đó. Trước ngày tổ chức, Lỗ Tấn tâm sự với cô trò nhỏ: "Con người ta làm việc gì xong rồi mới báo cho người khác. Thí dụ: Đẻ con đầy tháng mới mời khách đến uống một cốc rượu mừng. Như thế là đúng... Còn như nam nữ chưa ở chung cùng nhau, tại sao đã mời khách đến uống rượu cưới? Như thế có phải là hối lộ không? Mời khách đến để họ không phản đối nữa chứ gì?".
Trước lý lẽ "đặc biệt" của ông thầy, Hứa Quảng Bình đành phải nghe theo. Vả chăng, cô cũng hiểu: Có thể Lỗ Tấn muốn cho mọi việc tiến hành một cách êm nhẹ, tránh gây điều tiếng hoặc phiền lụy tới người khác, bởi dẫu sao thì ông cũng đã có một "đời vợ". Đó là nguyên do khiến Lỗ Tấn và Hứa Quảng Bình không mời ai tham dự lễ thành hôn của họ.
Lỗ Tấn không phải người theo chủ nghĩa khắc kỷ. Sống trong một xã hội mà tàn tích phong kiến còn rất nặng nề, ông được xem là người có nhiều tư tưởng tiến bộ. Ngay việc yêu đương nam nữ, ông cũng có cái nhìn tương đối cởi mở. Hồi Viên Lương - người của Quốc dân đảng làm Thị trưởng Bắc Kinh, với đầu óc nặng tính thủ cựu, ông ta đã ra sắc lệnh cấm nam nữ học chung trường, cấm bơi lội cùng nhau để bảo vệ thuần phong mỹ tục.
Trong một lần nói chuyện với các bạn trẻ, Lỗ Tấn đã giễu cợt lệnh mới của viên Thị trưởng bằng cách đề ra "sáng kiến": Để tránh cho nam nữ hít thở trong cùng trời đất, mỗi khi ra khỏi nhà, nam nữ cần phải mang mặt nạ phòng độc, sau lưng cõng một bình dưỡng khí, vừa tránh lưu thông không khí (từ mũi người con trai sang mũi người con gái, và ngược lại), vừa tránh xuất đầu lộ diện với nhau. Như thế mới thật "bảo vệ thuần phong mỹ tục"...
Tuy nhiên, về nhận thức thì như vậy, song trong thực tế cuộc sống của Lỗ Tấn với "bà cả" Châu An, ông còn thể hiện sự "thủ cựu" hơn nhiều so với cái sắc lệnh mà viên Thị trưởng Bắc Kinh đưa ra. Để hạn chế việc tiếp xúc với nhau, mặc dù sống cùng trong một nhà, song cả ông và bà đã đặt ra một cách thức: Họ cho làm hai chiếc hòm, một chiếc chứa những quần áo cần giặt, chiếc kia chứa những quần áo đã giặt rồi. Như vậy mọi sinh hoạt của Lỗ Tấn vẫn được duy trì mà sự "đối mặt" giữa hai ông bà cũng được giảm thiểu.
Với Hứa Quảng Bình, vì là cuộc hôn nhân xuất phát từ tình yêu, nên Lỗ Tấn đã có nhiều thay đổi trong cách cư xử. Sống cùng nhau vẻn vẹn có 9 năm (1927 - 1936), song đó thực sự là những năm tháng đáng nhớ nhất trong cuộc đời họ, cho dù cuộc sống của cặp vợ chồng khá chênh lệch về tuổi tác này không phải lúc nào cũng xuôi chèo mát mái và hoàn cảnh kinh tế đã có những lúc thực sự thiếu thốn. Lỗ Tấn là người vốn dĩ hay tin người nhưng lại có phần...   nóng tính. Những khi bị vợ phàn nàn về cách xử thế, ông "giận dỗi" làm thinh, không hỏi truyện, bỏ trà, bỏ thuốc như người...ốm. Hứa Quảng Bình - bởi lợi thế tuổi trẻ cũng không vừa: Cô cũng một mực im lặng, không chịu xuống thang, mãi rồi Lỗ Tấn cũng phải làm lành: "Tính tôi như thế, thật chẳng ra sao cả". Đến nước này, Hứa Quảng Bình mới lên tiếng: "Vì em vẫn xem anh như thầy học, nên em nhịn, chứ bằng vai phải lứa thì không thể như thế được". Lỗ Tấn thừa nhận: "Tôi cũng biết thế !".
Sau một thời gian ăn ở với nhau, Hứa Quảng Bình đã sinh hạ cho Lỗ Tấn một cậu con trai, đặt tên là Châu Hải Anh (Lỗ Tấn và Châu An tuy sống với nhau đã lâu, song hai người không có lấy với nhau một mặt con). Đây chính là "nhân vật" mà trong một bài viết có tính chất "di chúc", Lỗ Tấn đã căn dặn: "Con lớn lên, nếu không có tài thì tìm một việc gì mà sinh sống, nhất thiết đừng làm một nhà văn hay một nhà mỹ thuật rỗng tuếch".
Lỗ Tấn qua đời ngày 18/10/1936 tại Thượng Hải, hưởng thọ 55 tuổi. Đám tang của ông được đích thân phu nhân cố Tổng thống Tôn Trung Sơn là bà Tống Khánh Linh đứng ra kết hợp với gia đình để trù liệu. Đó là một cuộc "biểu dương lực lượng" khá rầm rộ.
Sau khi Lỗ Tấn mất, Hứa Quảng Bình đã một thân một mình cáng đáng mọi việc chi tiêu trong gia đình (bao gồm cả bà mẹ chồng già và bà vợ cả của Lỗ Tấn). Bà cũng chính là người đã khuyên can Châu An khi bà này có ý định rao bán thư viện của Lỗ Tấn. Ngoài những nghĩa cử đó, Hứa Quảng Bình còn gom nhặt, biên soạn các tác phẩm của Lỗ Tấn xuất bản thành bộ toàn tập Lỗ Tấn với cái tên Tam thập niên tập. Hứa Quảng Bình còn là tác giả của hai cuốn sách Những kỷ niệm ấm lòng và Về cuộc sống của Lỗ Tấn.
Với Châu An, Hứa Quảng Bình luôn thể hiện một cách xử sự ân tình, chu đáo, xứng với tư cách của người có học thức và phận "đàn em". Điều này khiến bà Châu An rất vì nể. Sinh thời, bà Chu từng từ chối tiền tài trợ của Châu Tác Nhân, em trai Lỗ Tấn, nhưng riêng tiền trợ cấp của Hứa Quảng Bình thì bà ưng thuận. Bà phát biểu với báo giới: "Bà Hứa là người rất tâm lý. Bà ấy luôn hiểu được tâm tư, nguyện vọng của tôi. Bà ấy là người thường xuyên gửi tiền, duy trì cuộc sống cho tôi".
Trong một cuốn niên biểu về Lỗ Tấn do Hứa Thọ Thường biên soạn, có chép rõ: "Tháng 6 năm thứ sáu trước Dân Quốc, về nhà kết hôn với nữ sĩ Châu An. Dân quốc năm thứ 16, kết hôn với nữ sĩ Hứa Quảng Bình bằng tình yêu, trở thành bạn đời". Có lẽ e ngại thái độ của Hứa Quảng Bình với cách viết thế này, Hứa Thọ Thường đã gửi Hứa Quảng Bình bản thảo nói trên kèm một bức thư phân bua: "Trong niên biểu không thể không chép việc Lỗ Tấn kết hôn với Châu An, mong chị thông cảm". Hứa Quảng Bình đọc được những lời này, đã hồi đáp ngay: "Hứa tiên sinh cho thanh minh mấy lần về việc nữ sĩ Châu An được chép đúng vị thế của mình trong niên biểu. Tôi đâu đến nỗi nhỏ nhen như thế". Riêng đoạn nhắc về mối quan hệ của mình với Lỗ Tấn, bà bảo không cần phải nói một cách "ý tứ" như vậy, mà cứ ghi thẳng tưng ra là: "Năm Dân Quốc thứ 16, sống chung với Hứa Quảng Bình". Bà nói bà không ngại điều này vì cả bà và Lỗ Tấn đều "chủ trương đả phá mọi lễ giáo cũ".
Ở Trung Quốc hiện đại, Hứa Quảng Bình được xem là một nữ văn sĩ có nhiều đóng góp cho nền văn chương mới.

## Tác phẩm
- Lưỡng địa thư[4] (兩地書, 1933)

## Gia thế
- Tổ phụ: Hứa Ưng Quyết
- Chồng: Lỗ Tấn
- Con: Châu Hải Anh